# Kōki Kanō
Kōki Kanō (japanisch 加納 虹輝, Kanō Kōki; * 19. Dezember 1997 in Ama, Präfektur Aichi) ist ein japanischer Degenfechter und zweimaliger Olympiasieger.

## Erfolge
Kōki Kanō begann 2008 mit dem Fechten und gab sein internationales Debüt im Jahr 2014 beim Weltcup in Kuwait-Stadt. Ein Jahr darauf nahm der Rechtshänder bereits an den Junioren-Weltmeisterschaften in Taschkent teil, bei denen er jedoch nicht über den 58. Platz hinaus kam. 2016 belegte er bei den Junioren-Asienmeisterschaften in Dammam den fünften und bei den Junioren-Weltmeisterschaften in Bourges den sechsten Platz. In der Saison 2016/17 startete er in Leipzig auch erstmals bei den Weltmeisterschaften der Erwachsenen, die er nach einer Niederlage im Achtelfinale auf dem 15. Platz beendete. Bei der Universiade 2017 in Taipeh schied er in der zweiten Runde aus.
2018 gelang ihm sein erster internationaler Medaillengewinn, als er bei den Asienmeisterschaften in Bangkok im Einzelwettbewerb den dritten Platz belegte. Im Halbfinale war er dem Kasachen Dmitri Alexanin mit 6:12 unterlegen. Bei den im selben Jahr stattfindenden Asienspielen in Jakarta trat er in zwei Wettbewerben an. In der Einzelkonkurrenz zog er wie schon in Bangkok ins Halbfinale ein und verpasste nach einer 11:15-Niederlage gegen den Südkoreaner Park Sang-young erneut den Finaleinzug. Er erhielt daraufhin die Bronzemedaille. Im Mannschaftswettbewerb gewann Kanō mit Kazuyasu Minobe, Satoru Uyama und Masaru Yamada nach Siegen gegen die Mannschaften aus Usbekistan, Kasachstan und abschließend auch China die Goldmedaille. Bei den Weltmeisterschaften in Wuxi schied Kanō im Achtelfinale aus. Etwas erfolgreicher verliefen die Weltmeisterschaften im Folgejahr in Budapest, wo er das Viertelfinale erreichte. Dort unterlag er dem Russen Sergei Bida mit 12:15. Die Asienmeisterschaften 2019 in Chiba schloss Kanō im Mannschaftswettbewerb – wieder mit Kazuyasu Minobe, Satoru Uyama und Masaru Yamada – auf dem Bronzerang ab.
Bei den 2021 ausgetragenen Olympischen Spielen 2020 in Tokio war Kanō als Athlet des Gastgeberlandes für den Einzelwettbewerb qualifiziert. Er besiegte in seinem Auftaktduell Enrico Garozzo aus Italien mit 15:12 und traf im Achtelfinale daraufhin auf Sergei Bida. Wie schon bei den Weltmeisterschaften 2019 verlor er gegen Bida mit 12:15 und schied aus. In der Mannschaftskonkurrenz bildete Kanō einmal mehr mit Kazuyasu Minobe, Satoru Uyama und Masaru Yamada ein Team. Mit 45:44 setzten sie sich knapp in der ersten Runde gegen die französische Équipe durch, ehe gegen Südkorea im Halbfinale mit 45:38 ein etwas deutlicherer Sieg folgte. Im Duell um die Goldmedaille trafen die Japaner auf die unter dem Namen „ROC“ antretende russische Mannschaft. Dank eines 45:36-Erfolges wurden Kanō, Minobe, Uyama und Yamada Olympiasieger. Im Jahr darauf belegte er bei den Weltmeisterschaften in Kairo mit der Mannschaft den dritten Platz. Bei den 2023 ausgetragenen Asienspielen 2022 in Hangzhou gewann er sowohl im Einzel als auch mit der Mannschaft die Goldmedaille.
Bei den Olympischen Spielen 2024 in Paris erzielte Kanō seinen größten Erfolg. In der Einzelkonkurrenz traf er nach drei Siegen in Folge im Halbfinale auf den Ungar Tibor Andrásfi, den er mit 14:13 knapp bezwang. Im Gefecht um die Goldmedaille setzte er sich dann auch gegen den Franzosen Yannick Borel mit 15:9 klar durch, womit er erstmals auch im Einzel Olympiasieger wurde. Im Mannschaftswettbewerb bezwang er gemeinsam mit Kazuyasu Minobe, Masaru Yamada und Akira Komata im ersten Gefecht Venezuela mit 39:33. Auch das Halbfinale gegen Tschechien wurde mit 45:37 gewonnen, sodass die Japaner ins Finale gegen Ungarn einzogen. Mit 25:26 unterlagen sie der ungarischen Équipe knapp und gewannen damit die Silbermedaille.
Kanō studiert Sportwissenschaften an der Waseda-Universität in Tokio.